# Ulica Lisia w Zielonej Górze
Ulica Lisia (niem. Obere Fuchsburg) – ulica w Zielonej Górze na osiedlu Winnica.
Osiedle mieści się blisko centrum miasta. Budynki mieszkalne to kamienice (w starszej części osiedla) i wieżowce wybudowane w latach 80 XX wieku.

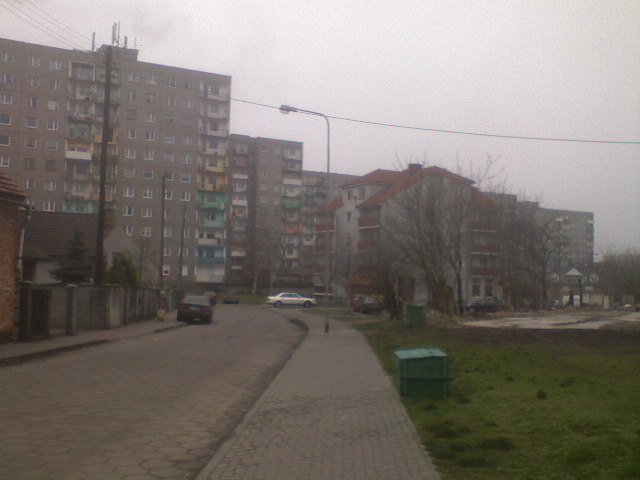
Wejście na ulicę Lisią od ul. Krakusa

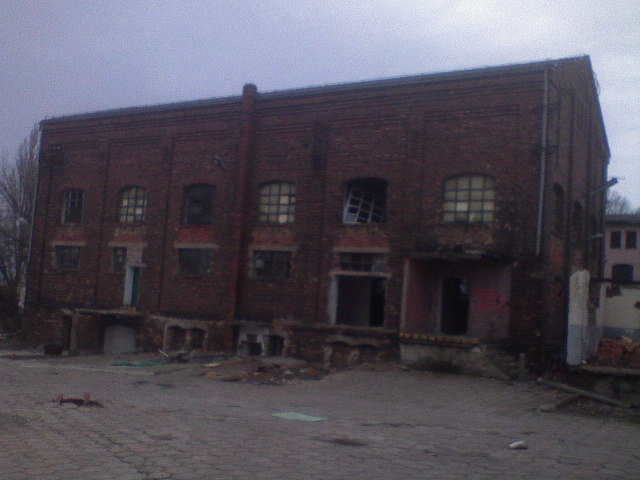
Stary zakład włókienniczy, była baza przemysłu mleczarskiego (1884)

## Historia
- Ul. Lisia wytyczona została w okresie burzliwego rozwoju przemysłu w 1880 roku. Na terenie znajduje się sporo budynków po starych zakładach fabrycznych, jak np. zabytkowy zakład włókienniczy z 1884 roku, który jeszcze do niedawna był bazą techniczną przemysłu mleczarskiego. Obecnie nieużytkowany i zaniedbany. Od strony zachodniej w „skansen” starego przemysłu wciśnięto wysoką zabudowę osiedla mieszkaniowego „Winnica”[1]
- W czasie II wojny światowej przy ul. Lisiej (dawniej Obere Fuchsburg) znajdował się obóz pracy. Odnotowano w nim wiele wypadków śmiertelnych, zwłaszcza u dzieci urodzonych już w obozie[2].

## Edukacja
- Przedszkole nr 39 – przedszkole założono w 1987 roku.
- Szkoła Podstawowa nr 15 im. 4 Dywizji Piechoty Wojska Polskiego – została wybudowana jako pierwsza w województwie ze Społecznego Funduszu Budowy Szkół i Internatów. Pracę przy budowie rozpoczęło 15 maja 1966 roku Zielonogórskie Przedsiębiorstwo Budowlane. Budowa trwała ponad rok, prace zakończono 1 sierpnia 1967 roku[potrzebny przypis].